# Alfred Pfaff
Alfred Pfaff (Frankfurt, 1926. július 16. – Erlenbach am Main, 2008. december 27.) német labdarúgó.

## Pályafutása
Pfaff 1953 és 1956 között hét alkalommal volt a nyugatnémet válogatott tagja, ezeken a mérkőzéseken két gólt szerzett.
Pályafutása csúcspontja a Svájcban rendezett 1954-es labdarúgó-világbajnokság megnyerése volt. Pfaff egy találkozón, a magyarok elleni 8–3-ra elveszített csoportmérkőzésen játszott, melyen a 26. percben gólt szerzett.
Az Eintracht Frankfurttal 1959-ben német bajnokságot nyert, 1960-ban pedig a Real Madrid ellen Bajnokcsapatok Európa-kupája-döntőt játszhatott.

## Sikerei, díjai

### Klubcsapattal
- Eintracht Frankfurt:
- Német bajnok: 1959
- Bajnokcsapatok Európa-kupája-döntős: 1960

### Válogatottal
- Világbajnok: 1954

## Külső hivatkozások
- Eintracht archívum (németül)
- Alfred Pfaff (németül)